# Svjetliča
Svjetliča (cyr. Свјетлича) – wieś w Bośni i Hercegowinie, w Republice Serbskiej, w mieście Doboj. W 2013 roku liczyła 614 mieszkańców.